# قضیه کوشی
هرگاه f و g دو تابع باشند که در بازه بسته[a,b] پیوسته و در (a,b) مشتق‌پذیر باشند و {\displaystyle g^{\prime }(x)} به ازای هر x عضو (a,b) ناصفر باشد، آنگاه نقطه‌ای چون (c∈(a,b هست که:
{\displaystyle {\frac {f^{\prime }(c)}{g^{\prime }(c)}}={\frac {f(b)-f(a)}{g(b)-g(a)}}}

## اثبات
ابتدا تابع h را به شکل زیر تعریف می‌کنیم که تمام خواص تابع f را نیز دارد :
‎h(x)=f(x)-k g(x)‎
حال اگر k را برابر {\displaystyle {\frac {f(b)-f(a)}{g(b)-g(a)}}} فرض کنیم خواهیم داشت :
{\displaystyle h(a)={\frac {f(a)g(b)-f(a)g(a)-f(b)g(a)+f(a)g(a)}{g(b)-g(a)}}}
{\displaystyle h(b)={\frac {f(b)g(b)-f(b)g(a)-f(b)g(b)+f(a)g(b)}{g(b)-g(a)}}}
پس {\displaystyle h(a)=h(b)} که بر طبق قضیه رول وجود دارد c متعلق به بازه (a,b) که {\displaystyle h^{\prime }(c)=0}؛ پس :
{\displaystyle f^{\prime }(c)=kg^{\prime }(c)\Rightarrow \ {\frac {f^{\prime }(c)}{g^{\prime }(c)}}=k}
که با قرار دادن مقدار k داریم :
{\displaystyle {\frac {f^{\prime }(c)}{g^{\prime }(c)}}={\frac {f(b)-f(a)}{g(b)-g(a)}}}